# Okręg Amiens
Okręg Amiens (fr. Arrondissement d'Amiens) – okręg w północno-wschodniej Francji. Populacja wynosi 300 tysięcy.

## Podział administracyjny
W skład okręgu wchodzą następujące kantony:
- Acheux-en-Amiénois,
- Amiens-1 (Ouest),
- Amiens-2 (Nord-Ouest),
- Amiens-3 (Nord-Est),
- Amiens-4 (Est),
- Amiens-5 (Sud-Est),
- Amiens-6 (Sud),
- Amiens-7 (Sud-Ouest),
- Amiens-8 (Nord),
- Bernaville,
- Boves,
- Conty,
- Corbie,
- Domart-en-Ponthieu,
- Doullens,
- Hornoy-le-Bourg,
- Molliens-Dreuil,
- Picquigny,
- Poix-de-Picardie,
- Villers-Bocage.